# Alexandra Schreiberová
Alexandra Schreiberová, (* 13. dubna 1963 Řezno, Německo) je bývalá reprezentantka Německa v judu.

## Sportovní kariéra
Patřila mezi osobnosti předolympijské ženské střední váhy. Byla členkou klubu TSV Bayer 04 Leverkusen. Během své sportovní kariéry dlouhodobě nespolupracovala s trenéry. Veškeré znalosti získávala z knížek a trénovala se sama. V roce 1990 vystudovala sportovní školu v Kolíně a získala trenérskou licenci.
V roce 1992 startovala na olympijských hrách v Barceloně a dostala se až do semifinále, kde prohrála se svojí velkou rivalkou Italkou Pierantozzi. V souboji o třetí místo prohrála na koku a obsadila 5. místo.

## Výsledky
| Turnaj             | 1981         | 1982         | 1983         | 1984         | 1985         | 1986         | 1987         | 1988         | 1989         | 1990         | 1991         | 1992         |
| Turnaj             | 18           | 19           | 20           | 21           | 22           | 23           | 24           | 25           | 26           | 27           | 28           | 29           |
| Turnaj             | střední váha | střední váha | střední váha | střední váha | střední váha | střední váha | střední váha | střední váha | střední váha | střední váha | střední váha | střední váha |
| ------------------ | ------------ | ------------ | ------------ | ------------ | ------------ | ------------ | ------------ | ------------ | ------------ | ------------ | ------------ | ------------ |
| Olympijské hry     |              |              |              |              |              |              |              |              |              |              |              | 5.           |
| Mistrovství světa  |              | —            |              | 7.           |              | 3.           | 1.           |              | —            |              | úč.          |              |
| Mistrovství Evropy | 2.           | —            | 3.           | ?            | —            | 2.           | —            | 1.           | 2.           | 1.           | 7.           | 3.           |